# Clarina-1
La clarina-1 es una proteína que en humanos está codificada por el gen CLRN1.
Parece desempeñar un papel importante en la excitación durante la sinapsis sensorial especial de la percepción del equilibrio, sonido y visión. Además podría ser importante para el desarrollo y la homeostasis del oído interno y la retina. Se han descrito múltiples isoformas de la proteína codificadas por este gen.